# 폰팁 낙히란까녹
폰팁 나키란까녹(태국어: ภรณ์ทิพย์ นาคหิรัญกนก, 1969년 2월 7일 ~ ) 또는 부이 사이먼(영어: Bui Simon)은 태국의 배우, 미인 대회 우승자이다. 미스 타일랜드 1988, 미스 유니버스 1988 우승자이다.